# Ист Њуман (Џорџија)
Ист Њуман (енгл. East Newnan) насељено је место без административног статуса у америчкој савезној држави Џорџија.

## Демографија
По попису из 2010. године број становника је 1.321, што је 16 (1,2%) становника више него 2000. године.
| Група             | 2000.       | 2010.       |
| Белци             | 866 (66,4%) | 618 (46,8%) |
| Афроамериканци    | 304 (23,3%) | 247 (18,7%) |
| Азијати           | 0 (0,0%)    | 1 (0,1%)    |
| Хиспаноамериканци | 116 (8,9%)  | 432 (32,7%) |
| Укупно            | 1.305       | 1.321       |